# Artillerieträgerflottillen
Die Artillerieträgerflottillen (AT-Flottille bzw. ATF) waren deutsche Flottillen der Kriegsmarine im Zweiten Weltkrieg. Insgesamt wurden acht AT-Flottillen aufgestellt, wobei die 3. Artillerieträgerflottille insgesamt dreimal aufgestellt wurde.
Die unterschiedlichen Artillerieträgerflottillen waren bis zur Auflösung der Dienststelle im November 1944 hauptsächlich dem Admiral der Seebefehlsstellen unterstellt. Lediglich die 4. Artillerieträgerflottille hatte eine andere Unterstellung. Den Flottillen wurden sogenannte Artillerie-Fährprahme (AFP), Marine-Artillerie-Leichter (MAL) und/oder Schwere Artillerie-Träger (SAT) zugewiesen.

## 1. Artillerieträgerflottille
Die 1. Artillerieträgerflottille wurde am 25. April 1943 in Wesermünde aufgestellt und kam innerhalb der 1. Sicherungs-Division in der Nordsee zum Einsatz. Flottenstützpunkte waren Rotterdam und später Franeker in Friesland. Während der Operation Overlord im Juni 1944 war die Flottille eingesetzt. Die Flottille bestand bis Kriegsende.
Einziger Chef der Flottille war der Korvettenkapitän d. R. Carl Dettmar.
Schiffe: AF 41 bis AF 15, AF 47, AF 48, AF 58, AF 59, AF 86 bis AF 92

## 2. Artillerieträgerflottille
Die 2. Artillerieträgerflottille wurde im September 1942 aufgestellt und kam innerhalb der 2. Sicherungs-Division in der Nordsee zum Einsatz. Flottenstützpunkte waren Brügge, von Januar 1943 bis Juli 1943 Dünkirchen und dann Boulogne. Während der Operation Overlord im Juni 1944 war die Flottille eingesetzt. Anfang Juli 1944 erhielt der Flottillenchef von Haxthausen für die Führung der Flottille das Ritterkreuz des Eisernen Kreuzes verliehen. Zum Ende des Krieges erfolgte eine Verlegung in die Deutsche Bucht und eine Zuteilung zur 5. Sicherungs-Division. Die Flottille bestand bis Kriegsende.
Flottillenchefs
- Kapitänleutnant/Korvettenkapitän Josef Bauer: von der Aufstellung bis April 1943 (†)[2]
- Kapitänleutnant Elmershaus von Haxthausen (* 1915): von April 1943 bis Oktober 1944[3]
- Kapitänleutnant Friedrich Schad: von Oktober 1944 bis Kriegsende, vorher Kommandant und Gruppenführer der 2. Artillerieträgerflottille und dann Chef der 6. Artillerieträgerflottille[4]

Schiffe: AF 1, AF 3, AF 4, AF 6 bis AF 15

## 3. Artillerieträgerflottille (1)
Die 3. Artillerieträgerflottille wurde das erste Mal im Februar 1943 als Marineartillerieleichter-Flottille in Konstanza aufgestellt und kam in der Ostsee zum Einsatz. Zwischenzeitlich war die Bezeichnung auch Artillerieträger-Flottille Asowsches Meer. Im September 1943 wurde die Flottille aufgelöst.
Flottillenchefs
- Kapitänleutnant d. R. Curt Richter: von der Aufstellung bis April 1943[5]
- Kapitänleutnant Heinrich Wassmuth: von Mai 1943 bis September 1943, später Chef der 4. Artillerieträgerflottille

Schiffe: MAL 1 bis MAL 4, MAL 8 bis MAL 11

## 3. Artillerieträgerflottille (2)
Die 3. Artillerieträgerflottille wurde ein zweites Mal im Februar 1944 aufgestellt und kam, wie auch die ehemalige 3. Artillerieträgerflottille, innerhalb der 10. Sicherungs-Division zum Einsatz. Einsatzgebiet war das Schwarze Meer. Mit der Räumung des Schwarzen Meeres im September 1944 wurde die Flottille aufgelöst.
Flottillenchefs
- Oberleutnant zur See/Kapitänleutnant d. R. Alfred Raschke: von der Aufstellung bis August 1944[6]
- Kapitänleutnant d. R. Herbert Kuppig: von August 1944 bis September 1944, vormals Chef der im August 1944 aufgelösten 3. Landungsflottille[7]

Schiffe: MAL 2, MAL 4, AF 51 bis AF 56

## 3. Artillerieträgerflottille (3)
Die 3. Artillerieträgerflottille wurde ein drittes und letztes Mal im Januar 1945 aufgestellt und kam, wie auch die beiden anderen ehemaligen 3. Artillerieträgerflottillen, innerhalb der 10. Sicherungs-Division in der Ostsee zum Einsatz. Für die Aufstellung wurde die 21. Landungsflottille herangezogen. Ende Januar 1945 war die Flottille, gemeinsam mit der 7. Artillerieträgerflottille, beim Unternehmen Hannibal zum Verwundeten- und Flüchtlingstransporte eingesetzt. Die Flottille bestand bis Kriegsende.
Einziger Chef der Flottille war der Korvettenkapitän d. R. Dr. Eckart Schröder, vormals Chef der 21. Landungsflottille.
Schiffe:
- Gruppe 1: F 410, F 457, F 490, F 1048
- Gruppe 2
- Gruppe 3: F 600, F 379, F 617, F 980, F 981, F 880
- Werkstattboot: D 154 Pmot (Motorprahm)
- SAT 5 bis SAT 8, SAT 10, SAT 11, SAT 13 bis SAT 16, SAT 18

## 4. Artillerieträgerflottille
Die 4. Artillerieträgerflottille wurde im Januar 1944 aufgestellt. Einsatzgebiet war auf dem Peipussee mit dem Stützpunkt Dorpat. Die Flottille war bis zur Überführung in den Kommandierenden Admiral östliche Ostsee im Juni 1944 dem Admiral Ostland unterstellt, wobei die Unterstellung dann wechselte. Im September 1944 wurden die Boote der Flottille gesprengt.
Flottillenchefs
- Korvettenkapitän Heinrich Wassmuth: von Januar 1944 bis August 1944 (vermisst, wieder aufgetaucht und ab Oktober 1944 Chef der 13. Landungsflottille bei der 9. Sicherungsflottille[10]), ehemaliger Chef der 3. Artillerieträgerflottille (1)
- Korvettenkapitän Paul Kahle: August/September 1944 (vermisst bei einem Landeinsatz), vormals Chef der 11. Landungsflottille[11]

Schiffe: MAL 13 bis MAL 24

## 5. Artillerieträgerflottille
Die 5. Artillerieträgerflottille wurde im Februar 1944 im Bereich der Befehlshabers der Sicherung der Nordsee aufgestellt und kam innerhalb der 8. Sicherungs-Division der Nordsee zum Einsatz. Stützpunkt war bis 15. August 1944 Esbjerg und anschließend Leirvik. Die Flottille wurde in zwei Halbflottillen geteilt, wobei vier AFP in Thyborøn/Lemvig und vier in Esbjerg stationiert waren. Ab Februar 1945 war die Flottille bei der 10. Sicherungs-Division in der Ostsee. Ab Anfang März 1945 wurden die Schiffe zur Evakuierung von Kolberg eingesetzt. Die Flottille bestand bis Kriegsende.
Flottillenchefs
- Korvettenkapitän d. R. Dipl.-Ing. Wolfgang Howaldt: von Februar 1944 bis August 1944[12]
- Kapitänleutnant Fritz Laubenthal: von August 1944 bis April 1945[13]
- Oberleutnant zur See Hans-Herbert Lohmann: von April 1945 bis Kriegsende[14]

Schiffe:
- Standort Esbjerg: AF 75, AF 77, AF 79, AF 82
- Standort Leirvik: AF 73, AF 74, AF 80, AF 81

## 6. Artillerieträgerflottille
Die 6. Artillerieträgerflottille wurde im Februar 1944 in Rotterdam aufgestellt und kam innerhalb der 2. Sicherungs-Division in der Nordsee zum Einsatz. Ab Mai 1944 war der Stützpunkt Isigny für den Einsatzraum des Ärmelkanals. Während der Operation Overlord im Juni 1944 war die Flottille eingesetzt. Die Flottille wurde am 30. August 1944 aufgelöst.
Flottillenchefs
- Kapitänleutnant Friedrich Schad: von Februar 1944 bis August 1944, vormals Kommandant und Gruppenführer der 2. Artillerieträgerflottille, anschließend Chef der 2. Artillerieträgerflottille[4]
  - Kapitänleutnant Armin Zimmermann: von Juni 1944 bis August 1944 in Vertretung, Chef der 46. Minensuchflottille

Schiffe: AF 61 bis AF 72

## 7. Artillerieträgerflottille
Die 7. Artillerieträgerflottille wurde im August 1944 aufgestellt und kam innerhalb der 9. Sicherungs-Division in der Ostsee zum Einsatz. Im September 1944 wurde die Flottille beim Unternehmen Tanne Ost und Ende Januar 1945, gemeinsam mit der 3. Artillerieträgerflottille, beim Unternehmen Hannibal zum Verwundeten- und Flüchtlingstransporte eingesetzt. Im gleichen Monat war bereits der Einsatz beim Unternehmen Walpurgisnacht, u. a. mit der 13. und 24. Landungsflottillen erfolgt. Die Flottille bestand bis Kriegsende.
Flottillenchefs
- Korvettenkapitän Theodor Sonnemann: von August 1944 bis April 1945, vorher Chef der 13. Landungsflottille[15]
- Kapitänleutnant August Eggers: von April 1945 bis Kriegsende

Schiffe:
- Gruppe A: AF 19, AF 26, AF 33
- Gruppe B: AF 21, AF 34, AF 38
- Gruppe C: AF 30, AF 37, AF 46, AF 49
- Gruppe D: AF 2, AF 23, AF 31, AF 50
- Gruppe E: AF 5, AF 9, AF 29

## 8. Artillerieträgerflottille
Die 8. Artillerieträgerflottille wurde im April 1944 in Rotterdam aufgestellt. Die Flottille kam innerhalb der 10. Sicherungs-Division in der Nordsee und ab April 1945 vor Swinemünde in der Ostsee zum Einsatz. Ende August 1944 wurde die Flottille von alliierten Einheiten, u. a. der La Combattante, bei Fécamp angegriffen, wobei vier Artillerieträger versenkt und weitere schwer beschädigt wurden. Anfang Oktober 1944 erhielt der Flottillenchef Schneider das Ritterkreuz des Eisernen Kreuzes verliehen. Die Flottille bestand bis Kriegsende.
Einziger Chef der Flottille war der Oberleutnant zur See Gerd-Dietrich Schneider.
Schiffe: AF 97 bis AF 111